# Каррарези
Каррарези, либо да Каррара (итал. Carraresi, da Carrara) — итальянский синьориальный род Падуи (ныне в области Венеция).

## История
Род происходит от собственников аллодов, селившихся в XI веке в Консельве и Пьовадо ди Сакко, синьория учреждена в начале XII века вокруг замка Каррара вблизи Падуи, от названия которого образовано фамильное имя (ныне здесь находится город Дуе-Карраре, замок не сохранился).
Наибольшего расцвета династия достигла во второй половине XIII века при Жакопино ди Марсилио, после его смерти наследники потеряли замок и прочую недвижимость и переселились в Падую. Там Каррарези приняли активное участие в политической жизни, сначала на стороне гибеллинов, затем — гвельфов, и в 1318 году Якопо I добился синьории. В 1328 году Кан Гранде I делла Скала отнял у Каррарези Падую, но в 1337 году, благодаря союзу Флоренции и Венеции против Скалигеров, Марсилио I сумел вернуть синьорию. В период 1338—1355 годов семья закрепилась в Падуе, Франческо I Старый попытался расширить владения, но позднее Висконти и Венеция не только пресекли эти попытки, но и захватили Падую. Со смертью в 1406 году Франческо II Нового и двоих его сыновей в венецианской темнице, смертью 7 декабря 1407 года третьего сына, Убертино, и гибелью в 1435 году Марсилио II основная ветвь рода прекратилась.

### Фамильная ветвь Папафава деи Каррарези

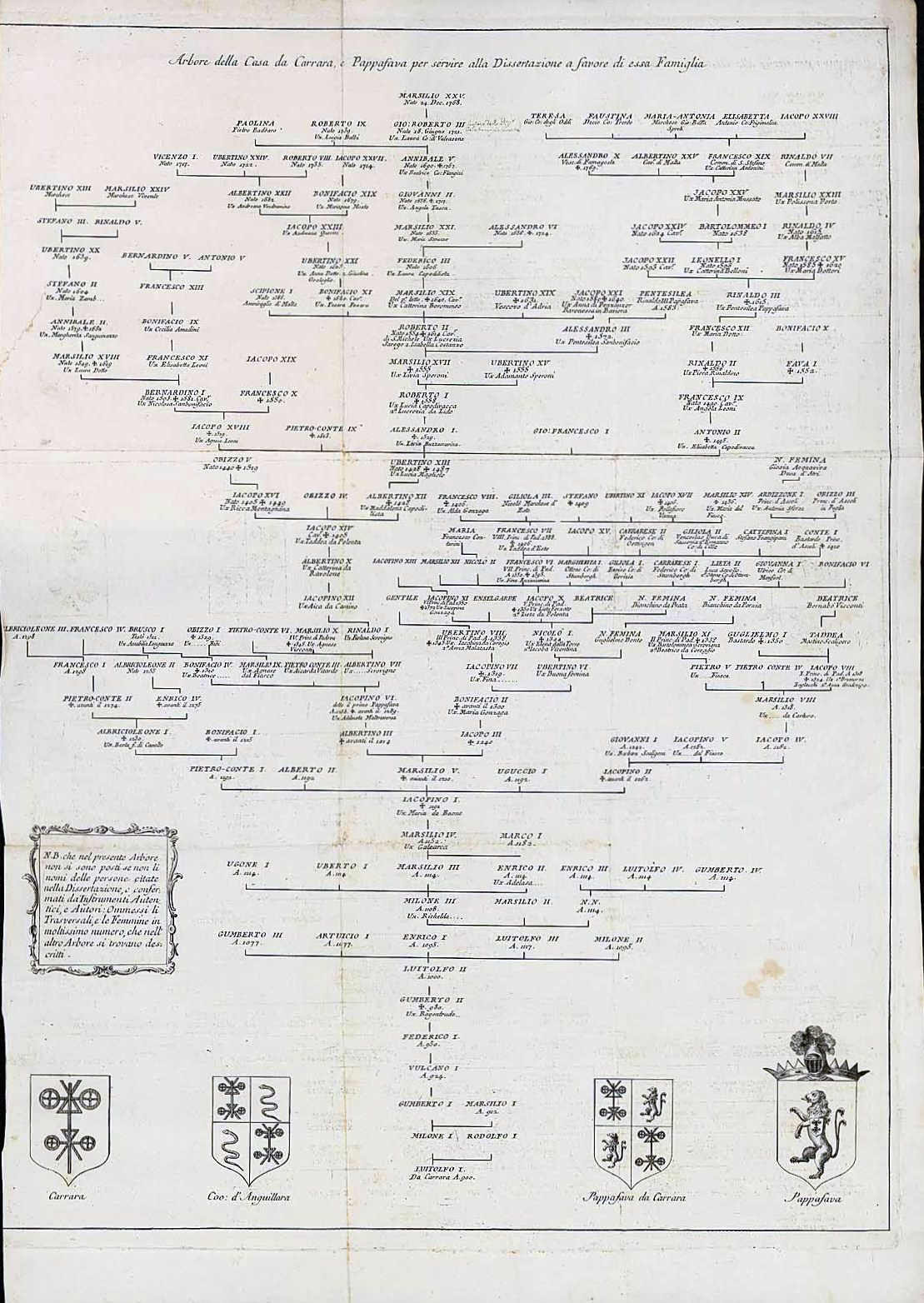
Генеалогическое древо рода Папафава деи Каррарези

Родоначальником стал Якопино да Каррара, который первым добавил к фамилии определение «Папафава» в XII веке. Его потомки жили в основном в Венеции, где получили статус патрициев в 1652 году в знак благодарности за финансовую помощь, оказанную Республике во время войны с Оттоманской империей, Бонифачио Папафава в это время вошёл в Большой совет Венеции. В 1817 году Папафава деи Каррарези получили подтверждение своего дворянства от правительства Австрийской империи.
Представители известной с XV века младшей ветви того же рода, Папафава Антонини деи Каррарези, оставались в Падуе и входили в местные олигархические органы управления, а в 1745 году получили от венецианского дожа Пьетро Гримани графский титул и две виллы. В 1818 году титул признан австрийскими властями.

### Персоналия
- Гумберто (умер до 970 года)
- Гумберто (умер до 1027 года)

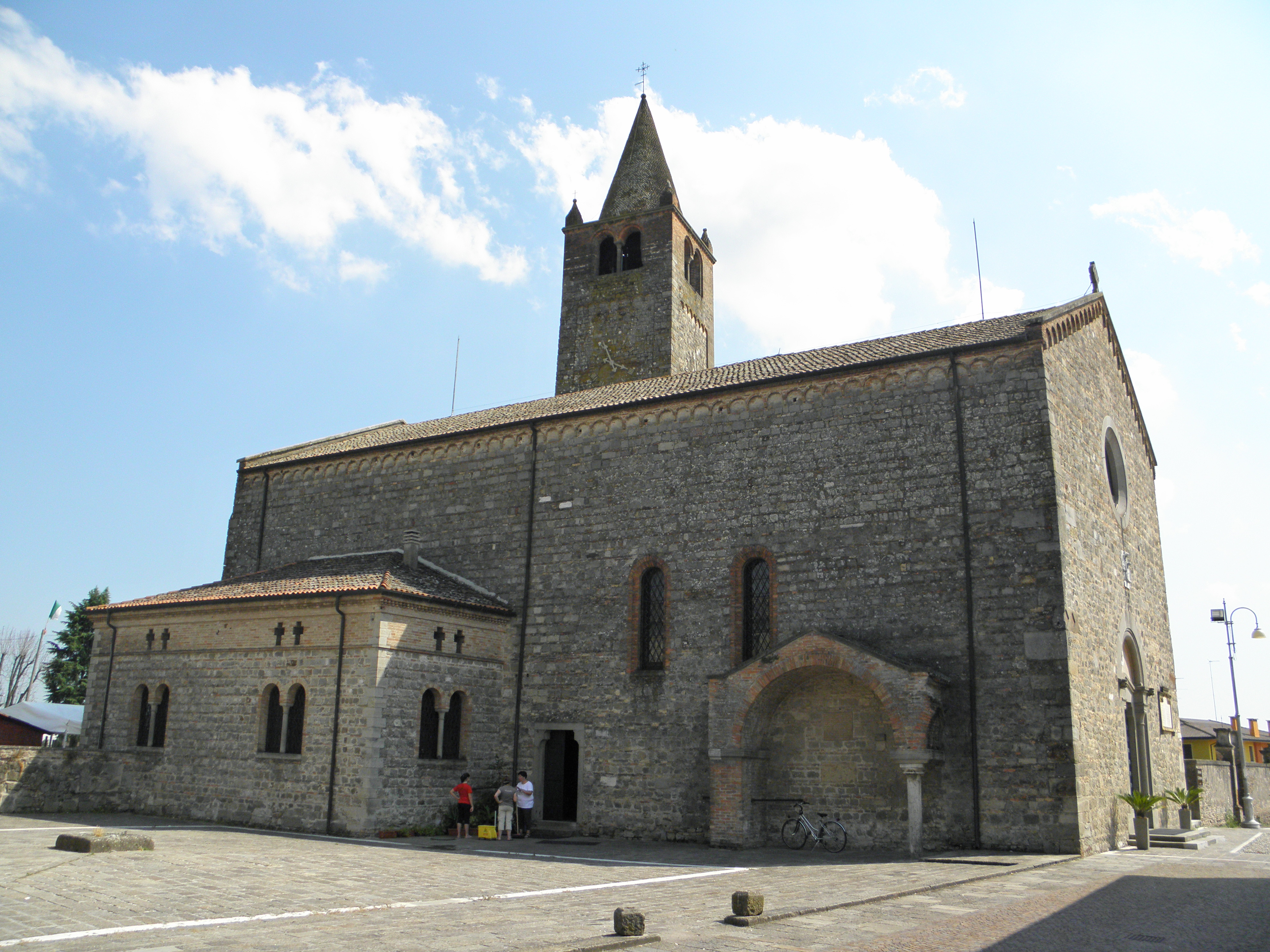
Церковь Первомученика Санто Стефано в бенедиктинском монастыре Санто Стефано (Дуе-Карраре)

- Литольфо да Каррара, основатель бенедиктинского монастыря Санто Стефано (Abbazia di Santo Stefano) в Дуе-Карраре в 1027 году, умер до 1068 года.
- Артьюччо, жертвователь монастырю Санто Стефано в 1068 году
- Гумберто, жертвователь монастырю Санто Стефано в 1077 году
- Марсилио, жертвователь монастырю Санто Стефано в 1109 году
- Марсилио, умер в 1210 году
- Жакопино ди Марсилио, умер до 1262 года
- Якопо I, сын Марсилио, родился в Падуе около 1264 года, не оставил законных наследников мужского пола (единственный сын Милоне родился в 1318 году и вскоре умер), выбрал наследником племянника Марсилио, заботам которого поручил своих дочерей: Таддеа, Марию, Донеллу и Маддалену. Умер 22 или 23 ноября 1324 года.[8]
- Никколо (Niccolò, 1282—1344 годы), синьор Санто-Черварезе-Кроче, Сан-Мартино-ди-Венецце, кондотьер. Умер в Кьодже, похоронен в Венеции, позднее прах перенесён в Падую.[9][10]
- Якопо II, сын Никколо, родился в Падуе в начале XIV века, заколот кинжалом 19 декабря 1350 года.[11]
- Якопо I (Jacopo I), сын Марсилио. В 1318 году назначен пожизненным капитаном народа Падуи в награду за успехи в войне с правителем Вероны Кан Гранде I делла Скала. В 1319 году, стремясь спасти город от того же Кан Гранде, был вынужден уступить Падую графу Энрико II ди Гориция (it:Enrico II di Gorizia), а в 1320 — герцогу Каринтии. Умер 22 ноября 1324 года.[12]
- Марсилио да Каррара ди Падуя (1340—1390 гг.), граф.[13]

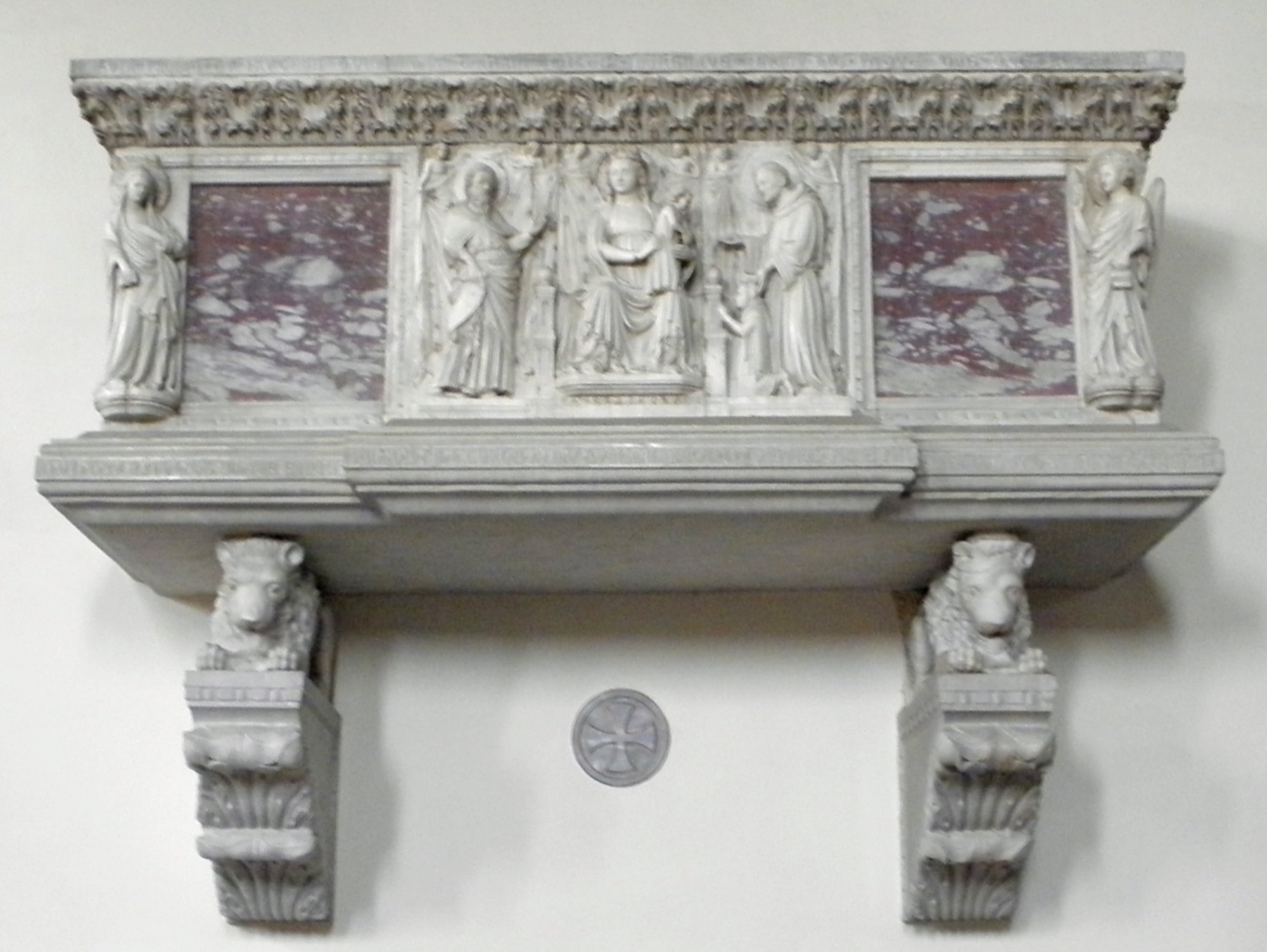
Саркофаг Марсилио (умер 21 марта 1338 года) в церкви Первомученика Санто Стефано (в бенедиктинском монастыре Санто Стефано в Дуе-Карраре).

- Марсилио I (Marsilio), синьор Падуи, кондотьер. С 1337 года воевал на стороне Венеции против Вероны, умер 21 марта 1338 года.[14][15]
- Убертино I (Ubertino I), сын Якопино, синьор Падуи (1338—1345 гг.), умер 20 марта 1345 года[16]
- Марсильетто Папафава да Каррара, родился в Падуе в конце XIII века, принадлежит к фамильной ветви Папафава да Каррара, синьор Падуи в 1345 году, свергнут и убит 6 мая 1345 года.[2]
- Якопо II (Jacopo II), сын Никколо, синьор Падуи (1345—1350 гг.). Захватил власть, свергнув и убив в 1345 году Марсильетто Папафава да Каррара, присоединил к Падуе новые территории, в 1347 году принял при своём дворе великого поэта Петрарку. Убит в 1350 году своим внебрачным сыном Гульельмо да Каррара.[17]
- Жакопино ди Никколо, синьор Падуи (1350—1355 гг.), свергнут и брошен в темницу
- Франческо I Старый (Francesco I, 1325—1393 гг.), сын Якопо II, синьор Падуи (1350—1388). В 1385 году заключил союз с Джаном Галеаццо Висконти против семьи Скала, которых поддерживала Венеция, союзникам даже удалось взять Верону, но в конечном итоге Висконти перешли на сторону противников Каррарези, к которым добавилась ещё и семья д’Эсте, и Падуя пала. Умер как пленник Висконти в Монце 6 октября 1393 года.[18][19]
- Франческо II Новый (Francesco Novello, 19 мая 1359-19 января 1406 года), сын Франческо I Старого. Продолжил борьбу за Падую, но безуспешно: умер в 1406 году в знаменитой тюрьме Пьомби во Дворце дожей вместе с сыновьями Франческо и Якопо.[20][21]
- Конте, внебрачный сын Франческо I Старого, синьор Асколи-Пичено, Оффиды, Смерилло, Чивитанова-Марке и Монтегранаро, кондотьер. Умер в 1421 или 1422 году в Асколи-Пичено, похоронен в городском соборе.[22][23]
- Ардиццоне (1399—1441), внебрачный сын Конте, синьор Асколи-Пичено и Оффиды, кондотьер. В 1426 году потерял Асколи-Пичену, захваченную Папским государством. Погиб в бою с флорентийцами у Монтемерано в Тоскане в 1441 году.[24][25]
- Франческо III (Francesco III, старший сын Франческо II Нового, в 1406 году умер вместе с отцом в венецианской тюрьме.[26]
- Марсилио II, сын Франческо II Нового, убит венецианскими ополченцами в 1435 году после провала составленного им заговора с целью возвращения Падуи семье Каррарези.[27]